# Marc Paillet
Pour les articles homonymes, voir Paillet (homonymie).
Œuvres principales
- Série des enquêtes d'Erwin et Childebrand

Marc Paillet est un écrivain français né le 15 octobre 1918 à Chalon-sur-Saône et mort le 29 décembre 2000 au Chesnay.

## Biographie

### Jeunesse et études
Marc Paillet effectue ses études secondaires au lycée Faidherbe à Lille, au lycée Thiers à Marseille, et au lycée Henri-IV à Paris. Il étudie à la faculté de lettres de l'université de Paris et reçoit une formation d'historien.

### Parcours professionnel
Il est très actif dans la Résistance durant la Seconde Guerre mondiale. Journaliste à Cité-Soir et Combat, militant socialiste, il est membre des cabinets d'Olivier Stirn et de Jean-Pierre Soisson. Il dirige le service économique de l'AFP et est membre de la Haute autorité de la communication audiovisuelle de 1982 à 1986.
Marc Paillet est l'auteur de livres sur les médias, d'essais et de romans, mais est mieux connu pour son cycle de roman policier historique ayant pour héros Erwin le Saxon, qui relate les enquêtes de deux missi dominici à l'époque de Charlemagne : Erwin, abbé érudit anglo-saxon, et Childebrand, noble nibelungide. La série est parue dans la collection 10/18 « Grands Détectives ».

## Œuvre

### Série policièreErwin le Saxon
- Le Poignard et le Poison, t. 1, 10/18 « Grands Détectives no 2581, 1995
- La Salamandre, t. 2, 10/18 « Grands Détectives no 2629, 1995
- Le Gué du diable, t. 3, 10/18 « Grands Détectives no 2699, 1996
- Le Sabre du Calife, t. 4, 10/18 « Grands Détectives no 2766, 1997
- Le Spectre de la nouvelle lune, t. 5, 10/18 « Grands Détectives no 2843, 1998
- Le Secret de la femme en bleu, t. 6, 10/18 « Grands Détectives no 2942, 1999
- Les Vikings aux bracelets d'or, t. 7, 10/18 « Grands Détectives no 3057, 1999
- Les Noyées du grau de Narbonne, t. 8, 10/18 « Grands Détectives no 3230, 2000

### Romans et essais divers
- Gauche, année zéro, Gallimard (Collection Idées), 4 mai 1964,  (ISBN 978-2-070-35049-0)
- Vers une société nouvelle, Editions de la Convention, 1966
- Marx contre Marx: La société technobureaucratique, Denoël-Gonthier, 1971; 1973
- Le Journalisme - Fonction et langages du quatrième pouvoir, Denoël-Gonthier, 1974
- Table rase, Robert Laffont (Collection Contestation), 1er janvier 1976  (ISBN 978-2-221-03387-6)
- Le Manteau de cuir, Albin Michel, 1977
- Les Hommes de pouvoir ou les nouveaux féodaux, Denoël, 1983
- Le Rendez-vous de Montavel ou les fabuleux kangourous, Denoël, 1985
- Le Grand Inventaire : socialisme ou libéralisme, Paris, Denoël, 1985 (ISBN 978-2-207-23172-2)
- Télé-gâchis, Paris, Denoël, 1988 (ISBN 978-2-207-23465-5)
- Le Bal des dollars, Denoël, 1989
- Le Rêve et la Raison, Robert Laffont, 21 février 1992,  (ISBN 978-2-221-03386-9)
- Le Remords de Dieu, Plon, 1993, réed, Pocket, 1997

## Sources
- Claude Mesplède (dir.), Dictionnaire des littératures policières, vol. 2 : J - Z, Nantes, Joseph K, coll. « Temps noir », 2007, 1086 p. (ISBN 978-2-910686-45-1, OCLC 315873361), p. 479.